# Asha Ali (album)
Asha Ali è l'album di debutto eponimo della cantante svedese Asha Ali, pubblicato l'8 novembre 2006 su etichetta discografica North of No South Records.
Il disco è stato candidato ai premi Grammis, il principale riconoscimento musicale svedese, per il miglior debutto dell'anno.

## Tracce
1. Coward Heart – 4:09
2. Fire Fire – 3:30
3. These Months – 3:15
4. Are You Here Soon – 2:44
5. Favour Me – 3:57
6. To Bed – 4:30
7. Tired – 4:19
8. Warm Fronts – 4:54
9. While You're on Your Way – 3:13
10. Somewhere Else – 2:56
11. A Toast – 3:22